# WWC (プロレス)
WWC（World Wrestling Council）は、プエルトリコのプロレス団体。
主宰者は「プエルトリコの帝王」、「プエルトリコの英雄」とも評されるカルロス・コロン。カリートことカーリー・コロン、プリモことエディ・コロンの実の父親でもある。WWEとは提携関係にあり、WWEがプエルトリコで興行を行う際はサポートを手掛けている。

## 歴史
1973年、カルロス・コロン、ゴリラ・モンスーン、ビクター・ジョビカをプロモーター兼オーナーとしてWWCの母体であるキャピトル・スポーツ・プロモーションを設立。1988年まではNWAの傘下団体でもあった。
世界各国から著名な選手を集めて、それらの外敵を地元の英雄選手が迎え撃つといった図式で人気を得る。そのため、アメリカ、カナダで活躍した選手のほとんどはWWCに参戦している。徐々に規模も拡大してプエルトリコの中心部から地方まで興行を開催して人気を博した。
1988年7月16日、ホセ・ゴンザレスによるブルーザー・ブロディ刺殺事件が起きた。日本で著名な選手が殺害という形で死去したうえに、その実行犯が結果的に無罪となったことはプエルトリコ（＝WWC）に「伏魔殿」、「危険な土地」といった印象を少なからずも日本のファンに植えつけた。この事件による負のイメージは後年、日本のFMWで実際にWWCの中枢にもいたビクター・キニョネスが率いたプエルトリコ軍団がヒールになり得た遠因ともなった。
その後、プエルトリコではオポジションとなるAWFが旗揚げしたものの、すぐに消滅してWWCが当地のプロレスを牛耳る状況が長らく続いた。しかし、キニョネスがWWCと袂を分かちIWAを設立。その人脈で招聘した内外の選手による興行で攻勢を仕掛けてWWCの対抗勢力となった。
2006年にWBCが開催された際、プエルトリコは非常に野球人気が高いため、同日に開催した興行では数百人規模の試合会場で100人も入らないという事態が起きた。
2007年7月13日、WWEで活躍していたカリートを迎えて旗揚げ34周年記念大会を開催。

## プエルトリコ方式
1999年5月1日、国際プロレスプロモーション駒沢オリンピック公園体育館大会でアリーナのフロアの隅にリングを組み、観客席はアリーナ内には設置しないで2階席の一部分のみとする形で試合会場が設営された（即ち観客はスタンド状の2階席からリングを見下ろす形で観戦する）。主宰者の鶴見五郎は「これをプエルトリコ方式という」と表現していた。実際にプエルトリコでは野球場での興行が多く、グラウンドの内野付近にリングだけが設置されて観客はリングをスタンドから見下ろす態勢で観戦する。「プエルトリコ方式」とは、このリング設営の仕方を模したものと思われる。

## タイトル
- WWCユニバーサル・ヘビー級王座（旧：WWC世界ヘビー級王座）
- WWC世界タッグ王座
- WWC世界ジュニアヘビー級王座
- WWCプエルトリコ・ヘビー級王座

過去に存在した王座
- WWC世界女子王座
- WWC TV王座
- WWCハードコア王座
- WWC北米ヘビー級王座
- WWC北米タッグ王座
- WWCカリビアン・ヘビー級王座
- WWCカリビアン・タッグ王座
- WWCドミニカン・リパブリック王座

## 所属選手
- AJカスティージョ（AJ Castillo）
- LAスムース（L.A.Smooth）（ロイド・アノアイ）
- TNT（サビオ・ベガ）
- アッシュ・ルビンスキー（Ash Rubinsky）
- アファ・ジュニア（Afa,Jr.）（マヌー、アファ・アノアイ・ジュニア）
- アポロ（Apolo）
- アンディ・リーヴァイン（Andy Leavine）（ケビン・ハックマン）
- エピコ（Epico）
- エリック・スコーピオン（Erik Scorpion）
- エル・インベーダー（El Invader 1）
- エル・クエルボ（El Cuervo）
- エル・チカーノ（El Chicano）
- エル・ディアボリコ（El Diabolico）
- エル・ブロンコ（El Bronco）
- カリート（Carlito）
- ギルバート（Gilbert）
- クリス・アンヘル（Chris Angel）
- サイラー・アンドリュース（Syler Andrews）
- サミュエル・アダムス（Samuel Adams）
- サンダー（Thunder）
- セバスチャン・グエッラ（Sebastian Guerra）
- チコ（Chico）
- トミー・ディアブロ（Tommy Diablo）
- ナインティーン・ザヴァント（Xix Xavant）
- ブラック・ペイン（Black Pain）（スウィート・パピ・サンチェス）
- プリモ（Primo）
- ボブ・スティール（Bob Steel）
- マイク・メンドーサ（Mike Mendoza）
- マイティ・ウルサス（Mighty Ursus）
- ライトニング（Lightning）
- リッキー・バンデラス（Ricky Banderas）（エル・メシアス）
- レイ・ゴンザレス（Ray Gonzalez）